# Џенифер Хадсон
Џенифер Кејт Хадсон (енгл. Jennifer Kate Hudson; Чикаго, 12. септембaр 1981. Чикагo, (САД)) је америчка певачица и глумица. Прославила се након учешћа у трећој сезони Америчког идола. Добитница је Оскара за најбољу споредну женску улогу за филм Девојке из снова (Dreamgirls) из 2006. године, што је била њена дебитантска улога на филмском платну. За исту улогу добила је и Златни глобус, БАФТА и САГ награду. Добитница је две Греми награде.

## Филмографија
| Год. | Српски назив     | Оригинални назив | Улога          |
| ---- | ---------------- | ---------------- | -------------- |
| 2006 | Девојке из снова |                  | Ефи Вајт       |
| 2008 |                  |                  | Кети Аркенолт  |
| 2008 | Секс и град      |                  | Луиз           |
| 2009 |                  |                  | Розлин Дејс    |
| 2009 |                  |                  |                |
| 2019 | Мачке            |                  | Гризабела      |
| 2021 | Respect          |                  | Арета Френклин |

## Дискографија

### Албуми
| 2008 | - 30. септембар 2008. | 2 | 21 | 73 | 46 |

## Албуми с филмском музиком
| 2006 | - 5. децембар 2006. | 1 | 1 | 15 | 28 | 65 | 14 |